# Oedemopsis angusta
Oedemopsis angusta là một loài tò vò trong họ Ichneumonidae.